# Ceratonereis divaricata
Ceratonereis divaricata är en ringmaskart som först beskrevs av Grube 1878.  Ceratonereis divaricata ingår i släktet Ceratonereis och familjen Nereididae. Inga underarter finns listade i Catalogue of Life.